# Mesnil-Panneville
Mesnil-Panneville – miejscowość i gmina we Francji, w regionie Normandia, w departamencie Sekwana Nadmorska.
Według danych na rok 1990 gminę zamieszkiwały 492 osoby, a gęstość zaludnienia wynosiła 41 osób/km² (wśród 1421 gmin Górnej Normandii Mesnil-Panneville plasuje się na 456. miejscu pod względem liczby ludności, natomiast pod względem powierzchni na miejscu 243.).